# かとうはなえ
かとう はなえ（1981年4月27日 - ）は、日本のタレント、レースクイーン。本名、加藤 花恵（読み同じ）。
千葉県出身。ワンエイトプロモーションを経て、カレントに所属していた。

## 人物・来歴
- 2004年、オートギャラリー東京イメージガールを務める。
- 2005年、2006年と2年連続でフォーミュラ・ニッポン「5ZIGEN レースクイーン」を務める。2006年にはSUPER GT300クラス「ライフワーク BOMEXギャルズ」としても活動した。
- 芸能人女子フットサルチーム「南葛シューターズ」に所属していたが、2007年4月をもって退団。
- 2008年からユニット「結婚願望〜kekkonganbo〜」に“花めぐみ”の芸名で参加していた。
- 2010年にはスーパー耐久「TUBE RACING RADY」を務めた[1]。
- 2012年2月5日、自身のブログで結婚したことを発表[2]。同年7月14日に男児を出産した[3]。

## 出演

### テレビドラマ
- 人間の証明（フジテレビ）

### バラエティ・その他のテレビ番組
- 思い出のメロディー（NHK）
- 『ぷっ』すま（テレビ朝日）
- 行列のできる法律相談所（日本テレビ）
- ゴールデンスロット（奈良テレビ）
- クイズ!人生ゲーム（BS朝日）
- パンチクラブ★スペシャル!レースクイーン水泳大会2004（CS日本）

### ラジオ
- オレたちのヒロイン（MBSラジオ）
- ASIAN美少女FILE（USEN）
- おしゃべりやってまーす（K'z Station）

### ミュージカル
- 僕らのかわいい女神様〜GRAFI

### CM
- サマージャンボ宝くじ
- ポッカ

## 作品

### イメージビデオ・DVD
- ご奉仕（2005年1月、ベガファクトリー）
- モンスターバスト・かとうはなえ（2005年10月、フォーサイド・ドット・コム）
- Essences（2006年2月、ビーエムドットスリー）

## 書籍

### 写真集
- メディアガールズコレクション（2003年6月、ぶんか社）ISBN 4821161591 - オムニバス写真集、ムック扱い